# Голата шпора
„Голата шпора“ (на английски: The Naked Spur) е уестърн на режисьора Антъни Ман, която излиза на екран през 1953 година.

## В ролите
| Актьор        | Роля           |
| ------------- | -------------- |
| Джеймс Стюарт | Хауърд Кемп    |
| Джанет Лий    | Лина Пач       |
| Робърт Райън  | Бен Вандергрот |
| Ралф Мийкър   | Рой Андерсън   |
| Милард Мичъл  | Джеси Тейт     |

## Награди и Номинации
- 1954 - Номинация Оскар за най-добър оригинален сценарий

- През 1997 година, филмът е избран като културно наследство за опазване в Националния филмов регистър към Библиотеката на Конгреса на САЩ.